# Věra Popkovová
Věra Popkovová (ukrajinsky Віра Іванівна Попкова, rusky Вера Ивановна Попкова) (2. dubna 1943 – 29. září 2011) byla ukrajinská atletka reprezentující Sovětský svaz, sprinterka.

## Kariéra
Na mistrovství Evropy v roce 1966 vybojovala dvě bronzové medaile – v běhu na 200 metrů a ve štafetě na 4 × 100 metrů. Při Evropských halových hrách v Praze o rok později byla členkou vítězné sovětské štafety na 4x1 kolo i ve štafetě 1+2+3+4 kola. Členkou vítězné štafety 1+2+3+4 kola byla také na Evropských halových hrách v Madridu v roce 1968. Stejného úspěchu dosáhla také o rok později v Bělehradě. Zde získala i stříbrnou medaili jako členka štafety na 4x1 kolo. Při premiéře halového mistrovství Evropy v roce 1970 zvítězila ve štafetě na 4 × 200 metrů. V následující halové sezóně se věnovala především běhu na 400 metrů. Na evropském šampionátu v této disciplíně zvítězila, stejně tak byla členkou zlaté sovětské štafety na 4 × 400 metrů. Při startu na mistrovství Evropy v Helsinkách v téže sezóně získala bronzovou medaili na trati 4 × 400 metrů.
Úspěšná byla také na olympiádě v Mexiku v roce 1968. Získala bronzovou medaili ve štafetě na 4 × 100 metrů, v běhu na 200 metrů skončila v semifinále.